# Vladimír Čech (reżyser)
Vladimír Čech (ur. 25 października 1914 w Czeskich Budziejowicach, zm. 2 lutego 1992 w Pradze) – czeski reżyser filmowy i scenarzysta. W latach 1941–1980 wyreżyserował ponad 35 filmów. Jego film W cieniu gilotyny z 1971 roku został zgłoszony na 7. Międzynarodowy Festiwal Filmowy w Moskwie, gdzie zdobył Srebrną Nagrodę. Zasłużony Artysta (1976).